# Pokémon Ruby i Pokémon Sapphire
Pokémon Ruby i Pokémon Sapphire (ポケットモンスター ルビー&サファイア en japonès, 'Pokémon Robí' i 'Pokémon Safir' en català) és la tercera generació de la franquícia de RPG/Aventura de videojocs de Pokémon. Robí i Safir van ser els primers jocs de Pokémon llançats per a la consola portàtil de 32 bits de Nintendo Game Boy Advance, i marquen el principi de la tercera generació, que s'ambienten en una nova regió denominada Hoenn. Els jocs milloren notablement els gràfics dels seus predecessors i resulten incompatibles amb ells; Objectes de la segona generació (Pokémon Or, Plata i Cristall) han desaparegut a canvi d'aparèixer altres nous; s'han inclòs més de 130 nous Pokémon, encara que intercanviant entre versions només es pot obtenir poc més de 200, per a tenir-los tots és obligatori intercanviar amb Pokémon Colosseum de GameCube o els remakes de la primera generació, integrada en la tercera que van sortir para Game Boy Advance, Pokémon VermellFoc i Pokémon VerdFulla.
A pesar que amb Robí i Safir la popularitat i vendes de Pokémon va descendir, són els títols més venuts de la Game Boy Advance amb un total de tretze milions d'unitats al voltant del món. Entre les novetats que posseeix —en comparació dels seus predecessors— es troben els concursos Pokémon, que s'integren per primera vegada a la saga, i que posteriorment es van estendre fins als seus successors Pokémon Diamant i Perla.
Com segueix sent habitual en Nintendo, els jocs estan traduïts a diversos idiomes, però cada cartutx està programat en una única llengua que no es pot canviar. A Espanya es va vendre el joc traduït en castellà, en canvi a l'Amèrica Llatina va ser el joc estatunidenc en anglès.

## Argument i ambientació

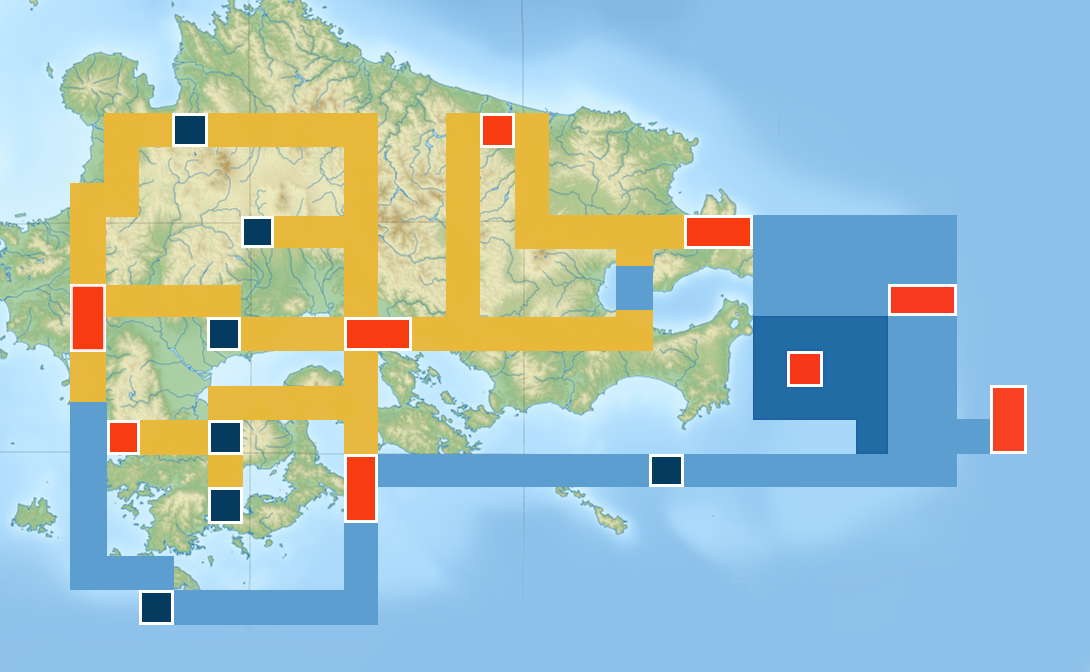
Mapa de la regió fictícia de Hoenn. A la imatge s'ha superposat sobre l'illa de Kyūshū, al Japó, girada 90° a l'esquerra.

Robí i Safir són desenvolupats en un lloc anomenat Hoenn, una regió fictícia basada en l'illa de Kyūshū al Japó. La regió conté nou ciutats i sis pobles, amb diferents ubicacions geogràfiques, les quals estan connectades per rutes. Igual que les versions anteriors, Robí i Safir són jocs seqüencials, i els esdeveniments especials ocorren en un ordre fix. En tots dos jocs l'objectiu principal és derrotar l'«Elite Four» ('Alt Comandament') per convertir-se en el nou campió i completar la Pokédex capturant, evolucionant i intercanviant Pokémon, per així obtenir les 386 espècies disponibles. No tots els Pokémon es poden aconseguir intercanviant únicament entre aquestes edicions, sinó que també és necessari l'intercanvi amb tots els altres jocs compatibles. Hi ha 133 nous pokémon creats específicament per a aquests jocs, i 67 Pokémon introduïts de jocs anteriors, mes el nou llegendari Jirachi que es transfereix pel Pokemon Stadium 2.
Poc abans d'apropar-se a la ciutat de la primera líder de gimnàs, el protagonista es troba amb l'Equip Aqua (Safir) o Magma (Robí) a Petalburg Woods ('Bosc Petalia'), on ell o ella rescaten a un treballador de Devon (una empresa que fabrica pokeballs) i recuperen mercaderia de Devon. En arribar a Fallarbor Town ('Poble Pardal') —després de derrotar el líder del tercer gimnàs—, el protagonista descobreix que el Professor Cozmo, un astrònom, ha estat segrestat per l'equip Aqua/Magma. El protagonista descobreix una cova, anomenada Meteor Falls ('Cascada Meteor'), però és massa tard per evitar que els malfactors escapin al Mt. Chimney ('Mont Cendrós') amb el meteorit. El jugador segueix a l'equip Aqua/Magma fins a la muntanya i hi descobreix que l'equip Aqua/Magma estan preparant utilitzar el meteorit per alterar el clima de la regió —en el cas de l'equip Aqua, volen elevar el nivell dels mars perquè els Pokémon aigua dominin el món, mentre que l'equip Magma vol omplir-lo amb magma volcànica per estendre els continents.
Després de derrotar el líder de l'equip i retornar el meteorit al Professor Cozmo, el jugador viatja fins al cinquè gimnàs on derrota el seu pare i continua la seva aventura. Altre cop, l'equip Aqua/Magma intenta canviar el clima de la regió, aquesta vegada amb el robatori d'un Castform, un Pokémon amb l'habilitat de canviar el clima. Després que el protagonista arruïna els seus plans i venç al sisè líder de gimnàs, l'equip Aqua/Magma roben un orbe amb la capacitat de controlar un Pokémon llegendari (Groudon a Robí i Kyogre a Safir). Així mateix, roben un submarí del capità Stern a Slateport City ('Ciutat Portual') per accedir a una cova submarina. No obstant això, el protagonista s'infiltra en el cau de l'equip, però no aconsegueix evitar que el submarí sigui utilitzat. A continuació, viatgen amb l'orbe a la Caverna en el fons marí, on l'utilitzen per despertar a Groudon o Kyogre. Una vegada despert, el Pokémon es desplaça a la Cave of Origin ('Cova Ancestral'), la qual cosa provoca una sequera a tota la regió (Robí) o tempestes severes (Safir). Quan el protagonista venç (o captura) al Pokémon, el clima de la regió torna a la normalitat i l'equip Aqua/Magma decideix no seguir fent malifetes. Finalment, només resta vèncer a Pluvi, l'últim líder de gimnàs i accedir a la 'Lliga Pokémon' per convertir-se en campió.

## Mecànica de joc i característiques

En aquesta batalla a Pokémon Ruby, el Pokémon de la part superior dreta de la pantalla és el de l'oponent, un Whismur; la de la part inferior esquerra és la del jugador, en aquest cas, un Marshtomp. Les opcions del jugador es mostren a la part inferior dreta.

Els mecanismes bàsics de Robí i Safir són, en gran part, els mateixos dels anteriors llançaments de Nintendo. Igual que amb tots els jocs de Pokémon per a consoles portàtils, el joc transcorre en tercera persona i consta de tres pantalles bàsiques: un mapa de camp, en el qual el jugador es desplaça com el personatge principal, una pantalla de batalla i el menú, en el jugador configura els ajustos de joc, revisa els objectes o observa els seus Pokémon. El protagonista comença la seva aventura amb un Pokémon i pot capturar més amb pokeballs, amb l'objectiu de lluitar contra altres Pokémon, ja siguin salvatges o amb entrenadors. Quan el jugador troba un Pokémon salvatge o és desafiat per un entrenador a un duel, la pantalla canvia a la pantalla de batalla, la qual és per torns. Durant aquesta batalla, el jugador pot lluitar, utilitzar un objecte, canviar el seu Pokémon actiu o fugir (l'última no és una opció en les batalles contra entrenadors). Tots els Pokémon posseeixen punts de vida (o HP), quan l'HP d'un Pokémon baixa a zero, aquest cau desmaiat i no pot lluitar fins que sigui reanimat. Si el Pokémon del jugador derrota al Pokémon oponent, rep punts d'experiència. Després d'acumular suficients punts d'experiència, aconsegueixen pujar de nivell, la majoria dels Pokémon evolucionen cap a una nova espècie de Pokémon quan arriben a un cert nivell i amb això, augmenten les seves estadístiques, ja sigui atac, defensa, atac especial, defensa especial, velocitat, precisió i HP.
A part de la lluita, la captura de Pokémon és l'element més essencial del joc. Durant la batalla amb un Pokémon salvatge (Pokémon d'altres entrenadors no poden ser capturats), el jugador pot usar una pokeball en el Pokémon salvatge. Si té èxit, el Pokémon és afegit a l'equip actiu del jugador (o emmagatzemat si el jugador ja té sis Pokémon en el seu equip) i a més és registrat a la seva Pokédex. Alguns factors influeixen en la taxa d'èxit de captura com l'HP i estat del Pokémon, així com la força de la pokeball utilitzada: quant menor HP té l'objectiu i la pokeball és més forta, major és la taxa d'èxit de la captura.

### Novetats i compatibilitat amb altres consoles

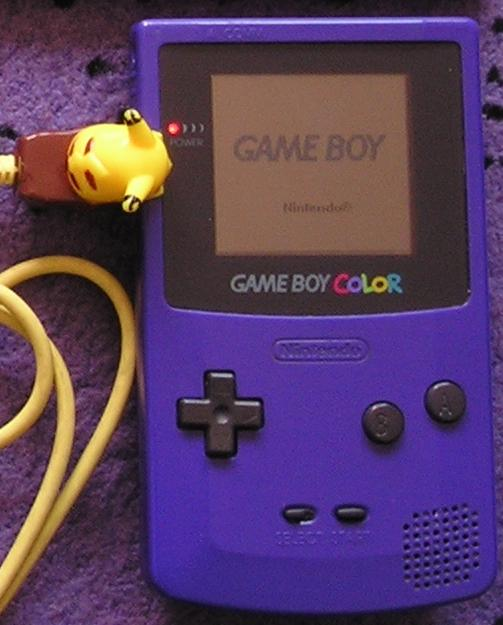
A causa de la diferència de cables entre les consoles, Robí i Safir no es poden vincular amb les versions anteriors de Pokémon.

El canvi més important en la mecànica de combat és la introducció de batalles dobles, en la qual l'entrenador i l'oponent usen dos Pokémon al mateix temps. En conseqüència, certs moviments de Pokémon com Terratrèmol o Surf poden afectar tots els combatents alhora, la qual cosa pot representar un avantatge o desavantatge per qui ho usa. En ocasions, el protagonista ha d'enfrontar-se a dos rivals al mateix temps, ja sigui sol o amb un altre company. Una altra de les novetats dels jocs són les habilitats i naturaleses del Pokémon. La primera és utilitzada per tots els Pokémon d'una determinada espècie, mentre que la segona pot variar entre una espècie en particular. Les habilitats atorguen als seus titulars certs poders en la batalla, com la immunitat contra certs tipus de moviments o l'enfortiment d'un tipus de moviment, per exemple, un Pokémon amb l'habilitat de levitar, és immune davant qualsevol atac del tipus terra. Per la seva banda, la naturalesa, pot afectar la resistència i qualsevol altra estadística dels Pokémon en batalla.
Un altre factor important introduït a Robí i Safir són els concursos Pokémon, que són minijocs en els quals els participants realitzen moviments de manera estratègica davant un grup de jutges per impressionar-los o per desfer-se de la competència. Els Pokémon i els seus moviments, tenen una característica que pot incrementar-se amb 'Pokécubs' (dolços fets amb 'baies' que poden augmentar carisma, bellesa, enginy, duresa o dolçor depenent del sabor). Aquests ajuden en la primera ronda dels concursos, on el públic present avalua als Pokémon d'acord al seu nivell de carisma, bellesa, enginy, duresa o dolçor i atorguen punts que posteriorment són comptats per decidir al guanyador.
Una altra novetat és la possibilitat de crear una base secreta pròpia, que consisteix en un moviment après solament per Mt anomenat Dany secret, i així crear una espècie d'amagatall en coves, arbres i turons de gespa, localitzats en el mapa del joc, podent-la adornar amb mobles, coixins i d'altres objectes que pots comprar en diversos punts de venda.
Igual que Or, Plata i Cristall, Robí i Safir és afectat pel temps de la vida real, la qual cosa influeix en esdeveniments com les marees, el creixement de les plantes de baies i l'aparició de cert tipus de Pokémon. No obstant això, a diferència de les versions anteriors, a Robí i Safir no és possible distingir el dia i la nit. A més, a causa de les diferències en les especificacions tècniques dels cables d'enllaç Game Link Boy i Game Boy Advance i al fet que l'estructura de dades dels Pokémon va canviar completament, Robí i Safir no es vinculen amb els jocs de Pokémon de generacions anteriors, és a dir no és possible lluitar o intercanviar des de les versions anteriors. Per a intercanviar Pokémon amb altres versions o en desafiaments multijugador hi ha diferents limitacions com per exemple entre 'Pokémon Esmeralda' i Pokémon Vermell Foc i Verda Fulla s'utilitza el Cable Link, a Pokémon Colosseum, Pokémon XD i Pokémon Box amb el Cable Game Boy Advance - GameCube i entre 'Pokémon edició Diamant i Perla' la connexió es realitzarà a través de la badia per a jocs de GBA que posseeix Nintendo DS. També hi ha opcions multijugador entre les dues versions per a intercanvi de Pokemon, de rècords, batalles i creació de Pokecubs.
Igualment, el Pokegear de Or, Plata i Cristall és reemplaçat pel Pokenav, un dispositiu que posseeix característiques similars, com la facilitat de trucar o revisar el mapa de la regió. A pesar que el Pokenav no posseeix l'opció de ràdio del Pokegear, conté una pestanya on es pot veure el nivell de carisma, bellesa, enginy, duresa o dolçor del Pokémon i les seves cintes guanyades en concursos o altres esdeveniments.
Els gràfics tenen molts més colors. Són destacables nous efectes com les petjades que deixen els personatges al caminar per la sorra o el reflex d'aquests en l'aigua i altres efectes de transparència i un intensiu ús de color. No obstant això, molts consideren aquests efectes com a primitius per a un joc de Game Boy Advance, amb falta de detallisme.

### Esdeveniments especials
Després d'un any del seu llançament, Nintendo va llançar diverses targetes de batalla. Cadascuna posseeix una batalla específica que es carreguen en el joc de Game Boy Advance a través d'un lector electrònic (o reproductor de Game Boy), i un cable link amb la finalitat de que aquestes batalles revelin criatures Pokémon que abans estaven ocults perquè puguin ser inclosos a la Pokédex del jugador. Un lector electrònic especial li permetia al jugador tenir el Tiquet Eon, el qual dona l'opció de viatjar a la Misteriosa Illa Sud, on depenent de la versió et permet reptar als llegendaris Latios (Robí) i Latias (Safir). Robí i Safir també són capaços de connectar-se als jocs de GameCube, Pokémon Colosseum, Pokémon XD i Pokémon Box. En els dos primers, una vegada que els jugadors arriben a cert punt en el joc, podran ser capaços de transferir de Pokémon Colosseum i XD a Robí i Safir. A més, aquells que van reservar el Colosseum, van ser capaços d'accedir a Jirachi i veure una vista prèvia de la pel·lícula Pokémon: Jirachi—Wish Maker. Per la seva banda, Pokémon Box, permet als jugadors emmagatzemar i organitzar els seus Pokémon a la consola GameCube al seu gust. Pels dels jocs de la DS, com Diamant i Perla són introduïts Pokémon dels jocs de Game Boy Advance mitjançant la inserció d'un cartutx de Game Boy Advance en la ranura per a cartutxos de Game Boy Advance de la Nintendo DS.

## Desenvolupament i llançament

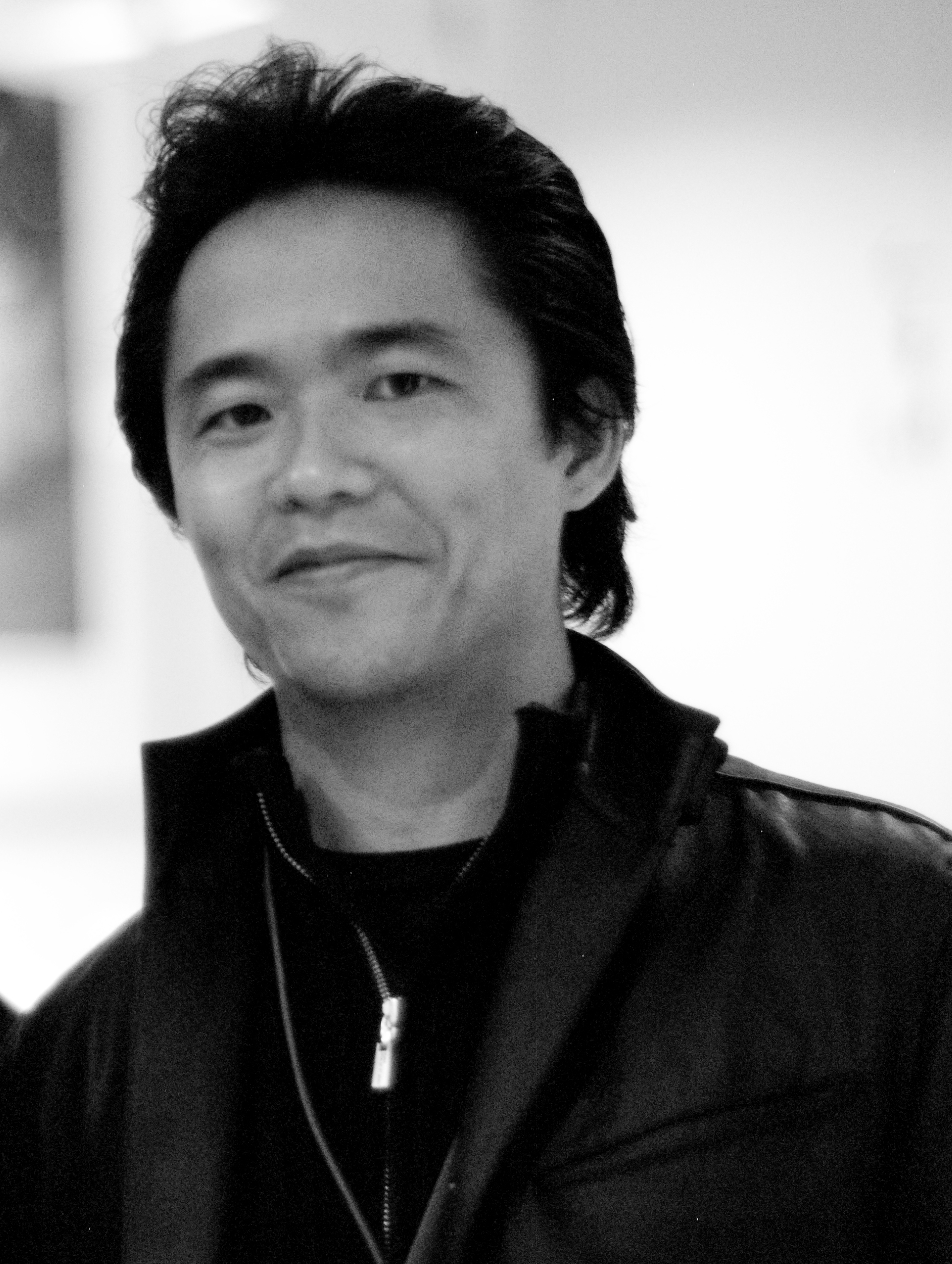
Junichi Masuda es va fer càrrec de la direcció dels jocs.

Robí i Safir van ser desenvolupats per Game Freak i Nintendo sota la direcció de Junichi Masuda. Igual que els seus precedents, Ken Sugimori va quedar al càrrec de la direcció artística. Quan se li va preguntar a Sugimori sobre el seu disseny sobre tots els Pokémon nous, va declarar que les seves idees són basades en experiències passades de la seva infància relacionades amb la naturalesa, els animals i els mitjans de comunicació i després transformar-la en els insectes. A més va afegir que: «Fins i tot mirant el món des d'una perspectiva diferent de vegades pot ser una font d'inspiració per a les criatures. Primer seleccionem un insecte i després li afegim elements essencials perquè siguin més com a Pokémon, com agregar una mica més de forma, per ser com l'acer». Quan la Game Boy Advance va començar a manejar nous i millors gràfics, Robí i Safir van ser llançats permetent un màxim de quatre persones per connectar-se alhora, en les versions anteriors solament es podien dues. No obstant això, l'equip de desenvolupament utilitza un motor gràfic bàsic per mantenir el joc simple i no gaire confús.
L'equip volia que els jocs atraguessin a una gran audiència, per la qual cosa el programari va ser dissenyat per ser prou fàcil perquè les noves generacions de nens juguessin, però les noves característiques afegides són especialment per als jugadors veterans. Junichi Masuda va afirmar que la filosofia bàsica de tots els jocs de Pokémon és la comunicació, en la sèrie Pokémon, això és manifestat en l'intercanvi i la lluita amb altres persones. Quan se li va preguntar sobre el nou concepte de les batalles dobles, els desenvolupadors van expressar que van tractar de centrar-se més en el format original de batalles un a un i només van agregar les batalles dobles com un «nou repte». Els jocs van ser els primers en no contenir a tots els Pokémon de generacions anteriors. Sugimori va dir que l'equip va tractar d'incloure a tots els Pokémon nous, així com alguns de les generacions anteriors. Quan se li va preguntar sobre els Pokémon restants, va comentar que no van poder ser inclosos a causa de restriccions tècniques. Va afegir que volia que cada Pokémon pogués fer fins a tres diferents tipus de sons segons el seu estat d'ànim.
Malgrat l'ardu treball posat en els jocs, Nintendo no va promoure Robí i Safir en la convenció Electronic Entertainment Expo de 2002 com calia esperar. No obstant això, l'empresa va premiar amb monedes hologràfiques de col·lecció a els qui reservessin qualsevol de les versions. Més tard al mateix any, Nintendo es va associar amb Toys 'R' Us des del 19 de juliol a l'1 de setembre per llançar el bitllet EON Summer Tour, el qual contenia 125 joguines d'aquesta tenda. Per promoure els jocs, Nintendo va col·laborar a més amb la marca de begudes Vimto del Regne Unit. Finalment el joc va ser llançat el 21 de novembre de 2002.

## Rebuda

### Comentaris de la crítica
Robí i Safir van comptar amb ressenyes generalment de caràcter positiu. IGN els va descriure com a «increïbles» i els va donar una nota de 9,5 punts de 10. A més, els lectors del lloc web el van qualificar com un dels seus jocs favorits, per la qual cosa va rebre el premi dels editors. En 2007, IGN el va situar en el número deu de la seva llista de «els 25 millors jocs de Game Boy Advance de tots els temps». Per la seva banda, GameZone també li va donar als jocs un 9,5 sobre 10 i els va lliurar el premi a l'excel·lència. També va afegir que són més «refinat i exigent de les versions anteriors». Encara que va fer comentaris negatius sobre els gràfics en dir que: «Encara usen l'animació simple i els personatges bàsics que van crear en l'original Game Boy A Color». Maura Sutton del lloc web Computer and Video Games va comentar que són «increïblement atractius i addictius», a més va lloar els gràfics descrivint-los com a «meravellosos». Finalment els va posar una qualificació de 9 sobre 10. Greg Kasavin de GameSpot va escriure que són «un passeig de principi a fi», però va afirmar que «no ofereixen un gran repte», per la qual cosa els va atorgar 8,1 punts sobre 10.
A Martin Taylor d'Eurogamer i al lloc 1up.com els va entusiasmar menys els jocs, el primer va considerar que la mecànica cansa molt ràpid, donant als jocs un 7 de 10, i el segon els va posar una «B-», a més de comentar que eren «exhaustius» i que les batalles dobles van ser «infrautilitzades». Els llocs 1Up i IGN van assenyalar que els gràfics només havien tingut millores mínimes. D'altra banda, l'àudio en general va tenir crítiques positives. GameZone va dir que la música «era molesta de vegades, però també era molt bona. Em vaig trobar taral·lejant la música quan jo no estava jugant». Altres queixes inclouen l'eliminació del sistema de temps de les versions or i plata i la impossibilitat d'importar Pokémon dels jocs de les generacions anteriors.

### Rebuda comercial
Robí i Safir van ser molt esperats i van comptar amb bones vendes al voltant del món, encara que menors en comparació dels anteriors jocs de Pokémon. Al Japó es van vendre 1,25 milions d'unitats en els primers quatre dies d'exhibició i van ser els jocs més venuts de la temporada nadalenca de 2002. Les vendes van pujar a 4,4 milions en la sisena setmana del seu llançament. També es van convertir en els segons jocs a vendre 2 milions de còpies al Japó des de 2001 de Final Fantasy X i els primers jocs per a una consola portàtil des de l'any 2000 de Yu-Gi-Oh! Duel Monsters 4. A l'Amèrica del Nord, Nintendo va vendre al voltant de 2,2 milions d'unitats a l'abril de 2003 (un mes després del llançament dels jocs aquí). Robí i Safir van ser el segon i tercer jocs més venuts de 2003. A Europa va tenir una bona recepció sent el segon joc més venut de l'any, darrere de Buscant en Nemo de Disney Pixar. Fins i tot abans del seu llançament, els comerciants europeus van importar cartutxos des dels Estats Units per cobrir l'alta demanda dels jocs. Amb 15,85 d'unitats venudes a tot el món, els jocs són els títols més venuts de la Game Boy Advance.

## Llegat

### Pokémon Emerald
Pokémon Emerald Version (o bé en català: Pokémon Edició Esmeralda), conegut al Japó com Pocket Monsters Emerald (ポケットモンスター エメラルド, Poketto Monsutā Emerarudo), és el dotzè joc en la sèrie de videojocs de Pokémon al Japó i l'onzè a Amèrica del Nord i Europa. És una versió actualitzada de Robí i Safir i va ser llançada al Japó el 16 de setembre de 2004, a Amèrica del Nord l'1 de maig de 2005, a Austràlia el 9 de juny de 2005 i a Europa el 21 d'octubre de 2005.
Esmeralda és en realitat una extensió de Robí i Safir, ja que introdueix noves característiques. La trama és modificada, tant l'equip Magma com l'Aqua són vilans que estan atrapats en una guerra de bandes constant i el seu objectiu segueix sent despertar a Groudon i Kyogre, respectivament. Quan els dos Pokémon llegendaris comencen a lluitar entre si, el protagonista ha d'alliberar al Pokémon llegendari Rayquaza per calmar-los. Algunes de les mecàniques de joc van canviar també. Encara que les batalles dobles van ser marcades clarament excessives a Robí i Safir, en Esmeralda dos entrenadors independents podrien unir-se a la batalla com un duo. Després de derrotar a l'Alt Comandament, el jugador pot tornar a batallar amb els líders de gimnàs en una batalla doble si són trucats per la seva Pokénav. A més, els hologrames dels Pokémon estan animats en la batalla com a 'Pokémon Cristall'. Un altre aspecte que ressalta és la incorporació del 'Front Batalla', el qual en les versions anteriors és impossible accedir. En les ciutats on les versions de Robí i Safir hi havia edificis de 'Concurs Pokémon', a Esmeralda hi ha 'Botigues de batalla', excepte a Lilycove City ('Ciutat Calaigua') que en aquesta edició té l'únic edifici de Concurs Pokémon.
Esmeralda va tenir una bona recepció tant crítica com a comercial. El joc té una qualificació global de 76,65% a Game Rankings. GameSpot li va donar 7,5 punts sobre 10. IGN el va descriure «magnífic» i li va atorgar una nota de 8,0 sobre 10. Eurogamer el va classificar amb una puntuació de 7,5 sobre 10 i a més va comentar que Esmeralda és millor que Robí i Safir per ser «més dur i més llarg». Mundialment, el joc va vendre 6,41 milions d'unitats, la qual cosa va arribar a ser el tercer més venut de la Game Boy Advance, darrere de Robí i Safir, i Vermell Foc i Verda Fulla. Aquesta edició va corregir un error quan l'intercanvi de Pokémon entre la generació de Hoenn i la generació de Kanto quan s'utilitza un adaptador sense fil, ja que el Pokémon Robí i Safir no eren compatibles amb l'adaptador sense fil.

### Pokémon Box: Ruby and Sapphire

Logo oficial de Pokémon Box: Robí i Safir

Pokémon Box: Ruby and Sapphire, o simplement Pokémon Box, és un joc de Pokémon per a la consola GameCube, que inclou un cable de Nintendo GameCube, un de Game Boy Advance i una targeta de memòria 59 blocs. Es va llançar al Japó el 30 del mes maig en 2003 i a Amèrica del Nord l'11 de juliol de 2004, però només a través de la New York Pokémon Center i la seva botiga en línia. El joc és essencialment un sistema d'emmagatzematge dels jocs de Game Boy Advance de Pokémon que permet als jugadors intercanviar i emmagatzemar Pokémon que ha capturat en les edicions Robí, Safir, Esmeralda, Vermell Foc i Verda Fulla en una targeta de memòria de GameCube. Els jugadors poden organitzar i interactuar amb els seus Pokémon en la GameCube, la qual cosa els permet reproduir-se. Pokémon únics també poden ser adquirits d'aquesta forma. Una altra novetat és el «Aparador», on els jugadors poden crear i mostrar peces del joc de Pokémon.
Nintendo es refereix al joc com «el programari Pokémon més exclusiu mai ofert als admiradors de Pokémon a l'Amèrica del Nord». Malgrat això, en general va ser considerat innecessari per diversos crítics. Craig Harris d'IGN va elogiar la interfície, ja que fa que l'organització de Pokémon sigui molt més fàcil en comparació de la interfície de Game Boy Advance, així com l'emulador que permet a Robí i Safir ser reproduïts en la GameCube. També va declarar que el joc era un bon negoci a causa de la inclusió d'una targeta de memòria i el cable. No obstant això, Harris va citar al «Aparador» com «totalment innecessari i completament fora de lloc», i va dir que en general el joc li faltava molt per fer. Ell va escriure: «Està orientat específicament per als fanàtics realment durs de Pokémon, però requereix de molts elements específics per ser realment útil per a qualsevol persona». AllGame li va donar tres estels i mig de cinc.

### Pokémon Pinball: Ruby and Sapphire
Pokémon Pinball: Ruby and Sapphire és un joc que té totes les característiques d'un joc de pinball, incloent les taules de bonificació, diverses defenses i formes d'anotar punts massius. Igual que un joc de pinball estàndard, el joc compta amb 200 Pokémon, dues taules principals i de suport un cable link. El joc porta un mode de joc de captura, el qual s'activa en disparar en el bucle de la dreta un parell de vegades. Després del que jugador dona en el blanc, s'inicia el mode de joc de colpejar les defenses tres vegades per revelar al Pokémon que serà capturat, i després colpejar a aquest tres vegades per capturar-ho. L'evolució dels Pokémon segueix una fórmula similar. Més enllà d'això, hi ha petits jocs de bonificació que porten a l'usuari fos del camp de joc principal per lluitar contra els monstres més grans, també neix un nou mode de joc que permet a un Pokémon sortir de la closca d'un ou, i així poder atrapar els Pokémon recent nascuts. El joc va sortir al mercat l'1 d'agost de 2003 al Japó, el 28 del mateix mes i any als Estats Units, Austràlia va ser el tercer país al que va arribar al setembre de 2003 i finalment va arribar a Europa el 14 de novembre de 2003. En comparació del seu antecedent, Pokémon Pinball, aquest porta la possibilitat d'evolucionar els Pokémon capturats i capturar Pokémon de diferents zones com a bosc, pla, oceà i cova amb una opció de «viatge», en el qual no canviarà el color de la taula si no un petit quadre situat una mica més a baix del centre de la taula. Igual que en els seus antecedents també existeixen els «diners» amb el qual entrant a la «modalitat de botiga» es podrà comprar temps perquè Latias (taula de Safir) o Latios (taula de Robí) salvin la bola, si aquesta arribés a caure fora del tauler. A més, existeix un altre mètode d'acumular puntuació: «les rondes de bons», les quals s'activen en haver capturat 3 Pokémon (ja sigui per captura o per evolució), les rondes de bonificació transporten de la taula principal a la taula de bonificació que són usades amb un temps limitat. La ronda es juga depèn de la ubicació i de la taula que s'està jugant, normalment cada ronda de bonificació porta un personatge cap.